# スティンガース 警視庁おとり捜査検証室
『スティンガース 警視庁おとり捜査検証室』（スティンガース けいしちょうおとりそうさけんしょうしつ）は、2025年7月22日からフジテレビ系「火曜9時」枠で放送中のテレビドラマ。主演は本作がGP帯の連続ドラマ初主演となる森川葵。

## キャスト

### 主要人物
二階堂民子（にかいどう たみこ）〈33〉
演 - 森川葵
本作の主人公。警視庁の新設チーム「スティンガース」のリーダー。警視。リーダーシップがあり人懐っこい性格。時々子供ぽい発言や行動をとることもある。

### スティンガース
囮型捜査検証室。警視庁における、おとり捜査に特化した部署。
乾信吾（いぬい しんご）〈35〉
演 - 藤井流星
捜査一課から配属されてきた刑事。強豪ラグビー部出身。巡査部長。正義感が強くまっすぐな性格。他人に厳しいところもあり大きな声でキレるほど怒ると誰にも止められないところもしばしばある。
水上涼介（みなかみ りょうすけ）〈32〉
演 - 本郷奏多
公安部公安二課から異動してきたゲームマニア。警部補。カードゲームやボードゲームが得意で、庁内の人間にたくさんの借りを作っている。
森園はな（もりぞの はな）〈28〉
演 - 志田彩良
元新宿東署交通課。「スティンガース」の創設をきっかけに異動希望が叶った。学生時代、演劇部に所属しており、セットや小道具の工作が得意。巡査。
小山内誠（おさない まこと）〈24〉
演 - 井内悠陽
総務部装備課備品係から異動してきたコスプレイヤー。衣装作りやメイクが得意。SNSの裏アカウントで万人規模のフォロワーを抱える。巡査。
関口欣二郎（せきぐち きんじろう）〈53〉
演 - 杉本哲太
第六機動隊から異動してきた。巡査部長。立てこもり事件で16時間動かず待機した事があり、”鉄の関口”と言われている。

### 警察庁
西条巧（にしじょう たくみ）〈42〉
演 - 玉山鉄二
警察庁審議官。「スティンガース」創設者。二階堂の大学の先輩で良き相談相手。

### 警視庁
豊浦凌（とようら りょう）
演 - 柏原収史
公安部長。警視長。
桐野正弘（きりの まさひろ）
演 - 鳥谷宏之
刑事部長。警視長。
龍見真也（たつみ しんや）
演 - 杉本凌士
警備部長。警視長。
岩永博嗣（いわなが ひろつぐ）
演 - 成松修
総務部長。警視監。
河北淳一（かわきた じゅんいち）
演 - 竹林文雄
交通部長。警視長。

#### 捜査一課
石嶺誠太（いしみね せいた）
演 - 水橋研二
捜査一課長。乾の元上司。
雅楽代翔（うたしろ しょう）
演 - 渋谷謙人
捜査一課 刑事。石嶺の部下。
吉永斗和（よしなが とわ）
演 - 早瀬圭人
捜査一課 刑事。石嶺の部下。

### ゲスト

#### 第1話
Z男
演 - 袴田吉彦
トクリュウの幹部。
D子
演 - 松井愛莉
闇カジノのポーカーテーブルのディーラー。
E男
演 - 落合モトキ
乾とポーカーで勝負をするトクリュウの男。
客
演 - 板倉武志、うえきやサトシ
闇カジノのポーカーの客。
女性、男性
演 - 髙橋かすみ、中武億人
乾とA男がキャッシュカードを回収しにくる家の高齢女性とその家族。
A男
演 - 八神慶仁郎
乾と共に高齢女性宅にキャッシュカードの回収に行くトクリュウの受け子。
C男
演 - 秋本海也
コインロッカーに金を回収しにくるトクリュウの集金係。
B男
演 - 大橋直樹
A男と乾と共に車で現地に赴くトクリュウの運転係。
闇カジノスタッフ
演 - イッキ・オカンポ、グリスキー・デラメルセド

#### 第2話
ヒロシ
演 - 時任勇気
カップルYouTuberのパーティーに現れる不審な男。傷害事件の前科持ち。
ヒロシの母
演 - 宮田早苗
ヒロシと同居している母。
蓮田海斗〈24〉
演 - 山崎竜太郎
連続カップル拉致事件の被害者。立川の”あおぞら記念公園”で恋人と共に拉致されどこかに監禁されていたが、逃げ出して衰弱し倒れている所を発見される。実はカップルYouTuberで、「ハッスル・ラブチャンネル」の”はっすー”。
桜木
演 - キンタロー。
病気の息子のために会社の金を盗んで留置場に入れられている女。
ジュンタ
演 - 飯島颯
カップルYouTuberのパーティーで、参加者にインタビューする配信者。
発見者
演 - 岡田正
衰弱して倒れている蓮田海斗を発見する男性。
カメコ
演 - 矢作マサル
”あおぞら記念公園”のコスプレイベントで小山内たちを撮影するカメコ。
係員
演 - 松山傑
”あおぞら記念公園”の駐車場の防犯カメラ映像を見せてほしい、と乾に頼まれる係員。
刑事
演 - いしいはじめ
中野厚生病院の蓮田海斗の病室前で警備する刑事。
鑑識
演 - 大滝明利
髙尾山中で男女3人の遺体が見つかった現場を捜査する鑑識官。
男性
演 - 藤野政貴
”あおぞら記念公園”のコスプレイベントで小山内たちを撮影する男性。
リポーター
演 - 大浦理美恵
カップルYouTuberの”かけりん”の2人が髙尾山中で遺体で見つかった事件を現場から報じるリポーター。
かわゆい / 河野唯花〈24〉
演 - 鴨志田葵
蓮田海斗と共に拉致された恋人。カップルYouTuberで、「ハッスル・ラブチャンネル」の”かわゆい”ちゃん。
飯塚翔〈28〉、江口凛〈26〉
演 - 今村泰成、清水サニ
髙尾山中で遺体で発見されたカップルYouTuberの”かけりん”カップル。

#### 第3話
仁井谷駿介
演 - 波岡一喜
巨額投資詐欺グループの疑いがある「仁井谷グループ」代表。
阿南
演 - 大野いと
「仁井谷グループ」幹部。資金管理担当。
磯部
演 - 凜大
「仁井谷グループ」幹部。戦略担当。
村本
演 - 田中美央
ぼったくり中華料理店のマスター。
アリシュ
演 - ラジャ・サハニ（第5話）
スティンガースが仕込んだ偽者のインドの文化大使。本当はカレー屋「アリシュおじさんのインドカレー」の店長。
ミスターフィリップ
演 - メクダシ・カリル
ピエールの通訳。
ピエール・マルソー
演 - ケアロック・ディディエ
マスター・ソムリエ。
本田翼
演 - 本人

#### 第4話
沢村広海〈42〉
演 - 星野真里
化粧品会社 社長。大毅と誘拐された佳恋の母。7年前に離婚したシングルマザー。
沢村大毅〈12〉
演 - 木村優来
広海の息子。小学6年生。妹の身代金8千万円の受け渡し人に指名される。
須藤一馬
演 - 大場泰正
沢村広海の秘書。
足立
演 - 千島和也
沢村家の運転手。
真野栄子
演 - 堀田ヤスヨ
沢村家の家政婦。
女性
演 - 小林沙苗
公衆電話を使用する女性。

沢村佳恋〈7〉
演 - 三好なこ
広海の娘。小学1年生。近所の公園で誘拐される。

#### 第5話
楠木恵里奈
演 - 島崎遥香
宗教団体「幸せの果実」の信者。選ばれた信者だけが住む「惠み農園」に潜入した森園と仲良くなる。
野間英司
演 - 内藤秀一郎
「幸せの果実」の信者。「惠み農園」で送迎ドライバーをしている。
被疑者
演 - 尾形貴弘（パンサー）
銃刀法違反で現行犯逮捕される男。
北の守、南の守、東の守、西の守
演 - 杢代和人、水谷果穂、薮内大河、山本かりん
「幸せの果実」の実質的な教祖である4人のリーダー。
信者
演 - 木下紗菜、石田パトリシア、大須賀裕子（役名：中目黒の伯母）、鎌田あゆ
スティンガースを勧誘する信者。
宮本
演 - 大村美樹
「幸せの果実」に入信した娘が行方不明になったと訴える女性。
刑事
演 - 高梨将、山中啓伍（役名：能登）、大友律（役名：碧聴）
水上の麻雀の弟子。公安一課の刑事。以前「幸せの果実」を探っており、教団には臓器売買の噂がある、と水上に話す。
ブローカー
演 - ヤセル ジャマル、ブレント オリアン
「幸せの果実」から臓器売買用に信者を買っている人身売買のブローカー。

## スタッフ
- 脚本 - 徳尾浩司[1]
- 音楽 - 林ゆうき[39]
- 主題歌 - パイロット「マジック」（ワーナーミュージック）[39]
- オープニング曲 - harha「マスカレード」（SDR）[39]
- 演出 - 松原浩、中島悟、伊藤彰記[1]
- 編成プロデュース - 水戸祐介[1]
- プロデュース - 松原浩、大庭佑理、難波利昭[1]
- 制作協力 - イカロス[1]
- 制作著作 - フジテレビ[1]

## 放送日程
| 各話                                                       | 放送日  | サブタイトル               | 演出     | 視聴率 |
| ---------------------------------------------------------- | ------- | -------------------------- | -------- | ------ |
| 第1話                                                      | 7月22日 | DECOY おとり               | 松原浩   | 5.0％  |
| 第2話                                                      | 7月29日 | TRUE LOVE 真実の愛         | 松原浩   |        |
| 第3話                                                      | 8月05日 | STING ダマし合い           | 中島悟   |        |
| 第4話                                                      | 8月12日 | FATHER 父親                | 中島悟   |        |
| 第5話                                                      | 8月19日 | GOD BLESS YOU 神のご加護を | 伊藤彰記 |        |
| 平均視聴率 %（視聴率はビデオリサーチ調べ、関東地区・世帯） |         |                            |          |        |

- 初回は21時 - 22時9分の15分拡大放送[1]。